# 2007년 프랑스 총선
2007년 프랑스 총선은 전체 577석의 프랑스 국민회의의 의원들을 선출하기 위해 2007년 6월 10일에 1차 투표가, 6월 17일에 2차 투표가 실시되었다.